# CinemaxX
 For alternative betydninger, se CinemaxX (flertydig). (Se også artikler, som begynder med CinemaxX)
CinemaxX er en tysk biografkæde, der blev grundlagt i 1977. Kæden består af 46 biografer i Tyskland og Danmark med over 88.000 sæder i alt. Virksomheden er en del af Vue Cinemas, som har hovedkontor i London, Storbritannien. De danske biografer hed frem til 2022-2024 Cinemaxx, men bærer i dag navnet Vue. Cinemaxx Danmark A/S er dog stadig selskabet bag.
Ved sit indtog på det danske marked i 2000 brød CinemaxX de monopollignende tilstande som Nordisk Film Biograferne havde opnået gennem mange års opkøb på det danske biografmarked. Efter Nordisk Films køb af Sandrew Metronomes biografer er CinemaxX i dag eneste reelle konkurrent. 
CinemaxX har tidligere drevet biografer i Tyrkiet, Spanien og Schweiz, men disse aktiviteter er i dag frasolgt.
I 2022 åbnede Vue Rosengård i Odense efter en større renoveringsproces. Biografen blev den første CinemaxXbiograf i Danmark med det britiske moderselskabs identitet. De øvrige CinemaxX-biografer i Aarhus og København skiftede navn til Vue i 2024.

## CinemaxX i Danmark
Cinemaxx driver tre multiplex-biografer i Danmark – alle i tilknytning til butikscentre:
- Vue Rosengård i Rosengårdcentret i det sydøstlige Odense, blev overtaget i juli 2000 og rummer 7 sale og 977 pladser.
- Vue Fisketorvet i Fisketorvet Shoppingcenter, der åbnede i oktober 2000 med 10 sale og 3200 pladser, og som kan bryste sig af at have de to største konventionelle lærreder i Danmark.
- Vue Bruuns i Bruuns Galleri, der åbnede i oktober 2003 med 11 sale og 2381 pladser.[3][4] Biografen er endvidere i besiddelse af Århus' 6 største biograflærreder, hvoraf de to er Jyllands største.

Biograferne har 3D-sale baseret på RealD 3D-teknologien. Første film, der blev vist i 3D salene var Disney's UP. Denne fulgtes op af A Christmas Carol.